# Duz
Pour les articles homonymes, voir Duz (homonymie).
Dyz en albanais et Duz en serbe latin (en serbe cyrillique : Дуз) est une localité du Kosovo située dans la commune/municipalité de Podujevë/Podujevo, district de Pristina (Kosovo) ou district de Kosovo (Serbie). Selon le recensement kosovar de 2011, elle compte 573 habitants, tous albanais.

## Démographie

### Évolution historique de la population dans la localité
| 1948 | 1953 | 1961 | 1971 | 1981 | 1991 | 2011 |
| ---- | ---- | ---- | ---- | ---- | ---- | ---- |
| 594  | 632  | 723  | 760  | 851  | 888  | 573  |

|  |